# شيخ عظيم
شيخ عظيم (بالإنجليزية: Sheikh Azim)‏ هو لاعب كرة قدم هندي في مركز الدفاع، ولد في 12 يونيو 1986 في كلكتا في الهند. لعب مع نادي محمدان ونادي موهون باغان.